# Crosita brancuccii
Crosita brancuccii es una especie de insecto coleóptero de la familia Chrysomelidae.
Fue descrita científicamente en 1982 por Daccordi.